# Elephantomyia dietziana
Elephantomyia dietziana är en tvåvingeart. Elephantomyia dietziana ingår i släktet Elephantomyia och familjen småharkrankar.

## Underarter
Arten delas in i följande underarter:
- E. d. dietziana
- E. d. plumbea